# Dopolavoro Aziendale Ilva 1942-1943
Questa voce raccoglie le informazioni riguardanti il Dopolavoro Aziendale Ilva nelle competizioni ufficiali della stagione 1942-1943.

## Rosa
| N. |                   | Ruolo | Calciatore          |
| -- | ----------------- | ----- | ------------------- |
|    | Italia (bandiera) | A     | U. Ballestrero      |
|    | Italia (bandiera) | A     | Pietro Beltrame     |
|    | Italia (bandiera) | A     | Carlo Borgonovo     |
|    | Italia (bandiera) | D     | Lodovico Cellerino  |
|    | Italia (bandiera) | A     | Filippo Ferraris    |
|    | Italia (bandiera) | D     | Ettore Girardengo   |
|    | Italia (bandiera) | D     | Luciano Giraredengo |
|    | Italia (bandiera) | A     | Luigi Girino        |
|    | Italia (bandiera) | C     | Dino Menegatti      |
|    | Italia (bandiera) | A     | Pierino Miroglio    |
|    | Italia (bandiera) | A     | Aristide Notti      |
|    | Italia (bandiera) | A     | Giovanni Ottria     |

| N. |                   | Ruolo | Calciatore          |
| -- | ----------------- | ----- | ------------------- |
|    | Italia (bandiera) | C     | Armando Passalacqua |
|    | Italia (bandiera) | C     | N. Piccione         |
|    | Italia (bandiera) | C     | L. Piccone          |
|    | Italia (bandiera) | A     | Angelo Repetto      |
|    | Italia (bandiera) | C     | Agostino Repetto    |
|    | Italia (bandiera) | A     | Giovanni Riccardi   |
|    | Italia (bandiera) | A     | Guglielmo Riccardi  |
|    | Italia (bandiera) | A     | Guglielmo Romero    |
|    | Italia (bandiera) | P     | C. Roveda           |
|    | Italia (bandiera) | C     | Pietro Sampietro    |
|    | Italia (bandiera) | A     | G. Sonsino          |